# Denis Dimitrow
Denis Dimitrow (ur. 10 lutego 1994) – bułgarski lekkoatleta specjalizujący się w biegach sprinterskich.
Na początku 2013 sięgnął po srebro halowych mistrzostw Bałkanów w biegu na 60 metrów. Srebrny medalista biegu na 100 metrów podczas juniorskich mistrzostw Europy w Rieti (2013). W tym samym roku zdobył złoto i srebro na mistrzostwach krajów bałkańskich oraz odpadł w eliminacjach 100 metrów podczas światowego czempionatu w Moskwie. W 2015 zdobył srebro w biegu na 100 metrów w trakcie trwania młodzieżowych mistrzostw Europy. W 2016 Dimitrow wziął udział w eliminacjach biegu na 100 metrów podczas mistrzostw Europy w Amsterdamie i na tej samej fazie zakończył zmagania podczas halowych mistrzostw Starego Kontynentu w Belgradzie.
Złoty medalista mistrzostw Bułgarii oraz reprezentant kraju na drużynowych mistrzostwach Europy.

## Osiągnięcia
| Rok  | Impreza                                | Miejsce      | Konkurencja             | Lokata     | Wynik  |
| ---- | -------------------------------------- | ------------ | ----------------------- | ---------- | ------ |
| 2010 | III liga drużynowych mistrzostw Europy | Marsa        | sztafeta 4 × 100 metrów | 2. miejsce | 41,05  |
| 2013 | Halowe mistrzostwa krajów bałkańskich  | Stambuł      | bieg na 60 metrów       | 2. miejsce | 6,76   |
| 2013 | I liga drużynowych mistrzostw Europy   | Dublin       | bieg na 100 metrów      | 2. miejsce | 10,76  |
| 2013 | Mistrzostwa Europy juniorów            | Rieti        | bieg na 100 metrów      | 2. miejsce | 10,46  |
| 2013 | Mistrzostwa Europy juniorów            | Rieti        | bieg na 200 metrów      | 7. miejsce | 21,33  |
| 2013 | Mistrzostwa krajów bałkańskich         | Stara Zagora | bieg na 100 metrów      | 1. miejsce | 10,32w |
| 2013 | Mistrzostwa krajów bałkańskich         | Stara Zagora | sztafeta 4 × 100 metrów | 2. miejsce | 40,23  |
| 2013 | Mistrzostwa świata                     | Moskwa       | bieg na 100 metrów      | eliminacje | 10,29  |
| 2014 | II liga drużynowych mistrzostw Europy  | Ryga         | bieg na 100 metrów      | 2. miejsce | 10,55  |
| 2014 | II liga drużynowych mistrzostw Europy  | Ryga         | sztafeta 4 × 100 metrów | 6. miejsce | 41,01  |
| 2014 | Mistrzostwa krajów bałkańskich         | Pitești      | bieg na 100 metrów      | 3. miejsce | 10,55  |
| 2014 | Mistrzostwa Europy                     | Zurych       | bieg na 100 metrów      | półfinał   | 10,98  |
| 2015 | Halowe mistrzostwa krajów bałkańskich  | Stambuł      | bieg na 60 metrów       | 1. miejsce | 6,69   |
| 2015 | Halowe mistrzostwa Europy              | Praga        | bieg na 60 metrów       | półfinał   | 6,66   |
| 2015 | II liga drużynowych mistrzostw Europy  | Stara Zagora | bieg na 100 metrów      | 1. miejsce | 10,34  |
| 2015 | II liga drużynowych mistrzostw Europy  | Stara Zagora | bieg na 200 metrów      | 1. miejsce | 21,38  |
| 2015 | II liga drużynowych mistrzostw Europy  | Stara Zagora | sztafeta 4 × 100 metrów | 3. miejsce | 40,62  |
| 2015 | Młodzieżowe mistrzostwa Europy         | Tallinn      | bieg na 100 metrów      | 2. miejsce | 10,34  |
| 2016 | Halowe mistrzostwa krajów bałkańskich  | Stambuł      | bieg na 60 metrów       | 3. miejsce | 6,78   |
| 2016 | Mistrzostwa krajów bałkańskich         | Pitești      | bieg na 100 metrów      | 3. miejsce | 10,47  |
| 2016 | Mistrzostwa Europy                     | Amsterdam    | bieg na 100 metrów      | eliminacje | 10,57  |
| 2017 | Halowe mistrzostwa krajów bałkańskich  | Belgrad      | bieg na 60 metrów       | 1. miejsce | 6,73   |
| 2017 | Halowe mistrzostwa Europy              | Belgrad      | bieg na 60 metrów       | eliminacje | 6,82   |
| 2017 | I liga drużynowych mistrzostw Europy   | Vaasa        | bieg na 100 metrów      | 4. miejsce | 10,56  |
| 2017 | I liga drużynowych mistrzostw Europy   | Vaasa        | bieg na 200 metrów      | 6. miejsce | 21,44  |
| 2017 | I liga drużynowych mistrzostw Europy   | Vaasa        | sztafeta 4 × 100 metrów | 3. miejsce | 40,12  |
| 2017 | Mistrzostwa krajów bałkańskich         | Novi Pazar   | bieg na 100 metrów      | 3. miejsce | 10,40  |
| 2018 | Mistrzostwa krajów bałkańskich         | Stara Zagora | bieg na 100 metrów      | 2. miejsce | 10,37  |
| 2018 | Mistrzostwa krajów bałkańskich         | Stara Zagora | bieg na 200 metrów      | 3. miejsce | 20,92  |
| 2018 | Mistrzostwa krajów bałkańskich         | Stara Zagora | sztafeta 4 × 100 metrów | 5. miejsce | 40,55  |
| 2018 | Mistrzostwa Europy                     | Berlin       | bieg na 100 metrów      | eliminacje | 10,45  |
| 2018 | Mistrzostwa Europy                     | Berlin       | bieg na 200 metrów      | eliminacje | 21,43  |
| 2019 | Halowe mistrzostwa Europy              | Glasgow      | bieg na 60 metrów       | eliminacje | 6,95   |

## Rekordy życiowe
- Bieg na 60 metrów (hala) – 6,65 (2015)
- Bieg na 100 metrów – 10,16 (2013)
- Bieg na 200 metrów – 20,92 (2018)